# Nick Brown
Nicholas Hugh "Nick" Brown, född 13 juni 1950 i Hawkhurst i Kent, är en brittisk politiker (Labour). Han är ledamot av underhuset för Newcastle upon Tyne East sedan 1983.
Brown växte upp i Royal Tunbridge Wells och läste vid University of Manchester. Han blev år 1985 Labours talesman i juridiska frågor, 1988 blev han talesman i skattefrågor och 1994 blev han skuggminister för hälsofrågor. Från 1995 var han först Opposition Deputy Chief Whip, för att från 1997 bli chefsinpiskare i underhuset (Chief Whip of the House of Commons). År 1998 blev han jordbruks-, fiske- och livsmedelsminister; samma år offentliggjorde han också att han var homosexuell. Under hans tid som minister förekom fler djurhälsokriser, med utbrottet av mul- och klövsjuka 2001 som höjdpunkt, något som medförde att hans anseende sjönk. Efter att ha arbetat på arbets- och pensionsdepartementet fram till 2003 hade han inte några högre uppdrag fram till juni 2007, då han blev Deputy Government Chief Whip. I oktober 2008 blev han åter chefsinpiskare i underhuset, en post som han höll fram till valförlusten 2010.